# Florin
Den florentinske florin var en guldmønt (på italiensk Fiorino d'oro) slået fra 1252 til 1533 uden nogen væsentlig ændring i dens design eller metalindholdsstandard i løbet af den tid. Den havde 54 gran (3,499 gram) af nominelt rent eller 'fint' guld med en købekraft, der var svær at estimere (og variabel), men varierende i henhold til social gruppering og perspektiv fra cirka 140 til 1.000 moderne amerikanske dollars. Møntens navn kommer fra Giglio bottonato (it), byens blomsteremblem, som er repræsenteret i toppen af mønten.